# 2002 en combiné nordique
| Années du combiné nordique : 1999 - 2000 - 2001 - 2002 - 2003 - 2004 - 2005    |
| Décennies du combiné nordique : 1970 - 1980 - 1990 - 2000 - 2010 - 2020 - 2030 |

Cette page reprend les résultats de combiné nordique de l'année 2002.

## Coupe du monde
Le classement général de la Coupe du monde 2002 fut remporté par l'Allemand Ronny Ackermann devant l'Autrichien Felix Gottwald, vainqueur sortant, et le Finlandais Samppa Lajunen, vainqueur en 2000.

### Compétitions parallèles

#### Grand Prix d'Allemagne
Le Grand Prix d'Allemagne s'est déroulé lors des épreuves d'Oberwiesenthal, de Reit im Winkl et de Schonach ; l'Autrichien Felix Gottwald a remporté le classement général de ce Grand Prix devant l'Allemand Ronny Ackermann et le Finlandais Samppa Lajunen.

#### Nordic tournament
Le Nordic tournament s'est déroulé lors des épreuves de Lahti, Falun, Trondheim & Oslo. Il a été remporté par le Finlandais Samppa Lajunen devant l'Allemand Ronny Ackermann et un autre Finlandais, Jaakko Tallus.

### Coupe de la Forêt-noire
Après l'annulation de l'année précédente, la coupe de la Forêt-noire 2002 fut remportée par l'Autrichien Felix Gottwald.

### Festival de ski d'Holmenkollen
Le Gundersen de l'édition 2002 du festival de ski d'Holmenkollen fut remportée par l'Allemand Ronny Ackermann
devant les Finlandais Samppa Lajunen et Jaakko Tallus.
Le sprint a été remporté par le Finlandais Hannu Manninen devant son compatriote Samppa Lajunen. L'Allemand Ronny Ackermann termine troisième.

### Jeux du ski de Lahti
Le Gundersen des Jeux du ski de Lahti 2002 a été remporté par le Finlandais Samppa Lajunen devant l'Allemand Ronny Ackermann et un autre Finlandais, Jaakko Tallus.
Le sprint a été remporté par le même Samppa Lajunen devant  le même Ronny Ackermann ; un compatriote de ce dernier, Sebastian Haseney, termine troisième.

### Jeux du ski de Suède
L'épreuve de combiné des Jeux du ski de Suède 2002, comptant pour la Coupe du monde et pour le Nordic Tournament, a été annulée.

## Jeux olympiques

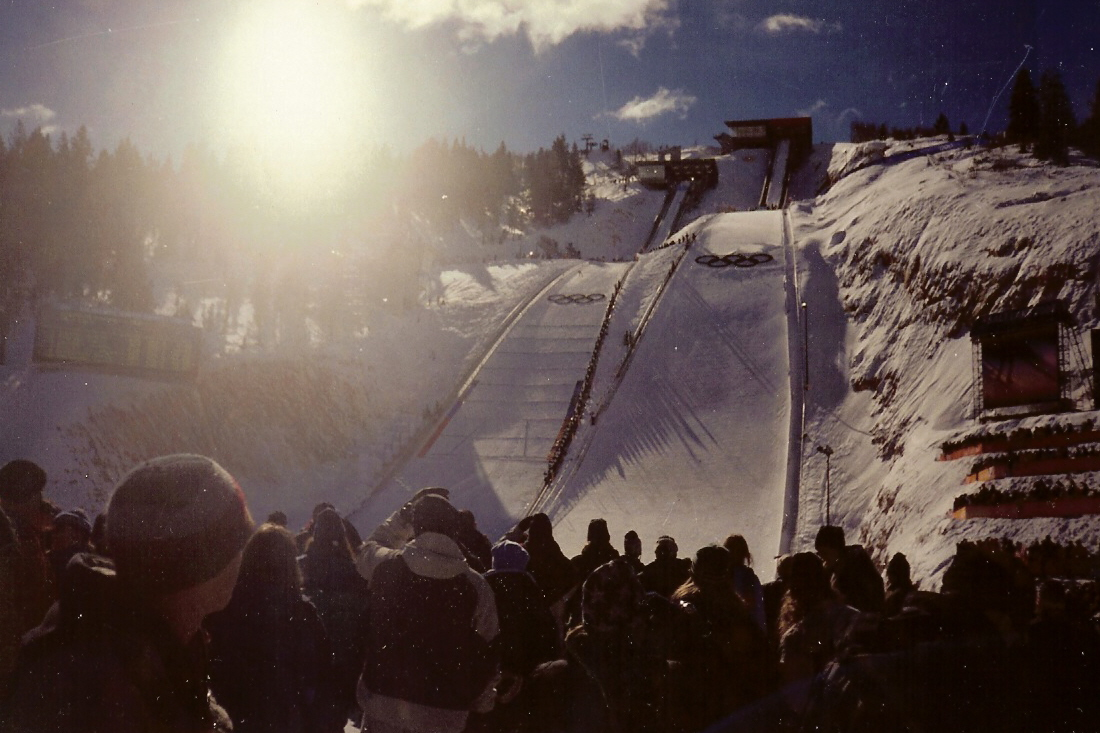
Les tremplins de l'Utah Park lors des Jeux.

Les Jeux olympiques d'hiver eurent lieu à Salt Lake City, aux États-Unis.
Le Gundersen fut remporté par le Finlandais Samppa Lajunen devant son compatriote Jaakko Tallus. L'Autrichien Felix Gottwald remporte la médaille de bronze.
Le sprint fut remporté par le Finlandais Samppa Lajunen devant l'Allemand Ronny Ackermann. L'Autrichien Felix Gottwald se classe troisième.
L'épreuve par équipes est remportée par celle de la Finlande, composée de Samppa Lajunen, Hannu Manninen, Jari Mantila et Jaakko Tallus. L'équipe d'Allemagne (Ronny Ackermann, Georg Hettich, Marcel Höhlig & Björn Kircheisen) est deuxième tandis que l'équipe d'Autriche (Christoph Bieler, Felix Gottwald, Michael Gruber & Mario Stecher) termine en troisième position.

## Championnat du monde juniors
Le Championnat du monde juniors 2002 a eu lieu à Schonach, en Allemagne.
Le Gundersen a vu la victoire de l'Allemand Björn Kircheisen devant les américains Alex Glueck et Nathan Gerhart.
L'épreuve par équipes a été remportée par celle d'Allemagne, composée de Florian Schillinger, Tino Edelmann, Christian Beetz et Björn Kircheisen. L'équipe de France (Maxime Laheurte, Mathieu Martinez, François Braud & Sébastien Lacroix) est deuxième, devant l'équipe de Norvège (Jo-Wesche Fossheim, Magnus Moan, Mathias Østvik & Petter Tande).
Le sprint a été annulé.

## Coupe du monde B
Le classement général de la Coupe du monde B 2002 fut remporté par le Norvégien Sverre Rotevatn devant l'américain Carl Van Loan. L'Estonien Jens Salumäe est troisième.

## Grand Prix d'été
Le Grand Prix d'été 2002 a été remporté par le coureur autrichien Mario Stecher. Il s'impose devant son compatriote Felix Gottwald tandis que l'Américain Todd Lodwick termine troisième.

## Coupe OPA
Le jeune Français Sébastien Lacroix remporte, pour la deuxième année consécutive, la coupe OPA. Cela constitue un record.